# نگوین فوچونگ

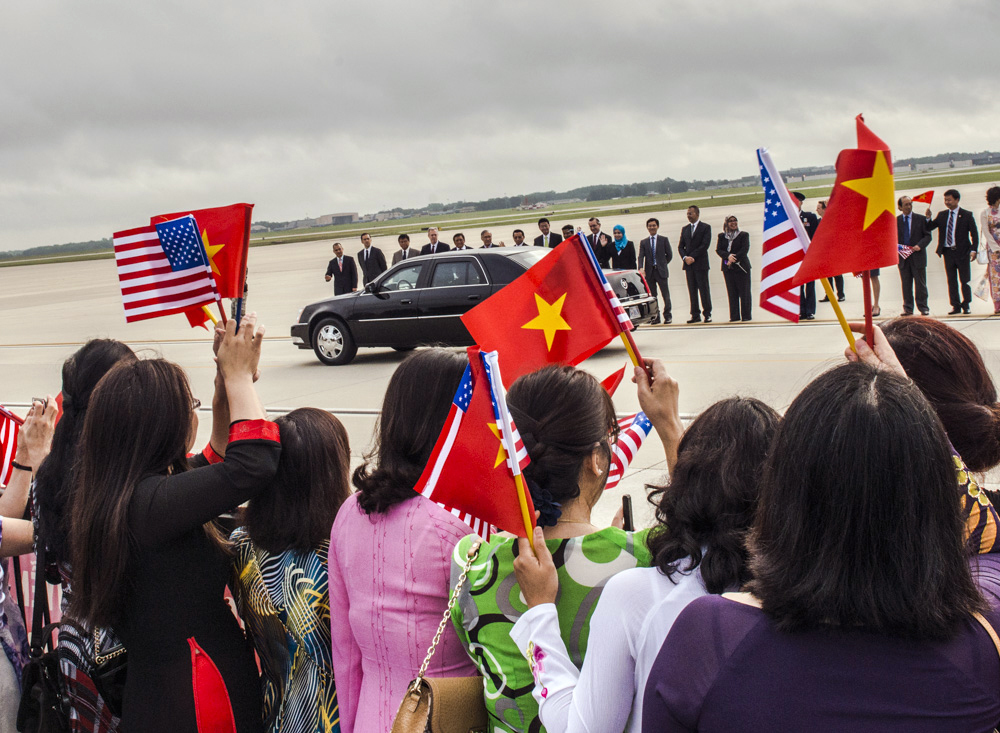
چیونگ پایگاه شکاری اندروز، در ملاقات با رئیس‌جمهور آمریکا باراک اوباما، ۶ ژوئیه ۲۰۱۵

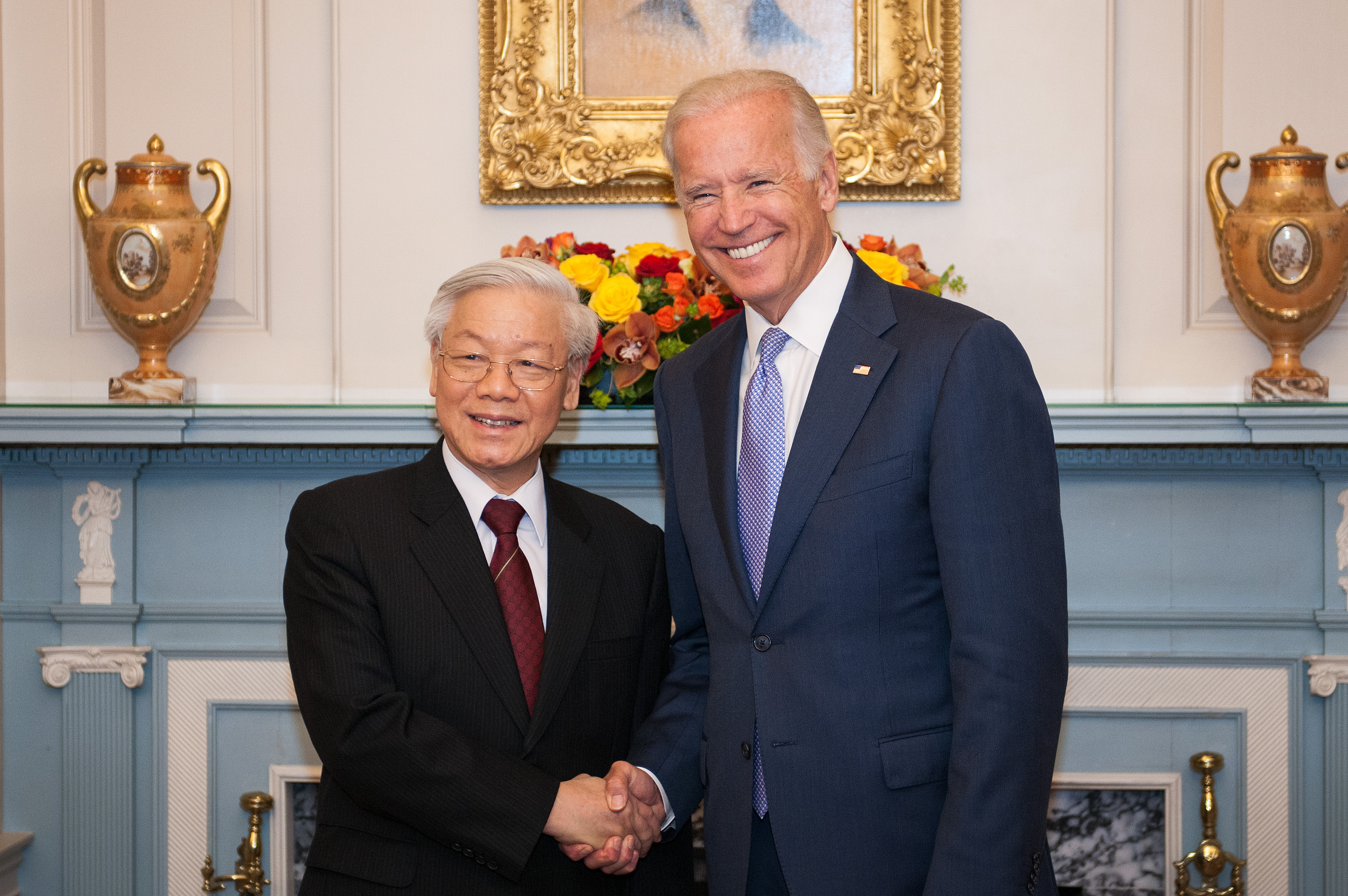
چیونگ در ملاقات با معاون رئیس‌جمهور پیشین آمریکا و رئیس‌جمهور فعلی، جو بایدن، ۷ ژوئیه ۲۰۱۵

نگوین فوچونگ (ویتنامی: Nguyễn Phú Trọng؛ زادهٔ ۱۴ آوریل ۱۹۴۴ – درگذشتهٔ ۱۹ ژوئیه ۲۰۲۴) یک سیاستمدار ویتنامی و نظریه‌پرداز کمونیست بود که از سال ۲۰۱۱ تا زمان مرگش در سمت دبیرکل حزب کمونیست ویتنام خدمت‌کرد. وی منتخب یازدهمین کنگره ملی در ۱۹ ژانویه ۲۰۱۱ و همچنین دوازدهمین کنگره ملی حزب در ۲۰۱۶ بود. او به عنوان رئیس دو فاکتوی پلیتبورو، قدرتمندترین فرد در ویتنام بود. چیونگ از ۲۰۱۸ تا ۲۰۲۱ به عنوان رئیس‌جمهور ویتنام خدمت کرد.
نگوین فوچونگ در ۱۹ ژوئیه ۲۰۲۴، بعد از یک دوره بیماری در سن ۸۰ سالگی درگذشت.
| مناصب احزاب سیاسی                       | مناصب احزاب سیاسی                                     | مناصب احزاب سیاسی   |
| --------------------------------------- | ----------------------------------------------------- | ------------------- |
| پیشین: نونگ دوک‌مان                      | دبیرکل حزب کمونیست ویتنام ۲۰۲۴–۲۰۱۱                   | پسین: خالی          |
| پیشین: نونگ دوک‌مان                      | دبیر کمیسیون مرکزی نظامی حزب کمونیست ویتنام ۲۰۲۴–۲۰۱۱ | پسین: خالی          |
| مناصب سیاسی                             |                                                       |                     |
| پیشین: نگوین وان‌آن                      | رئیس مجلس ملی ویتنام ۲۰۱۱–۲۰۰۶                        | پسین: نگوین سین‌هونگ |
| پیشین: چان دای‌کوانگ دانگ تی‌نگوک‌تین کفیل | رئیس‌جمهور ویتنام ۲۰۲۱–۲۰۱۸                            | پسین: نگوین سوان‌فوک |